# Skufia

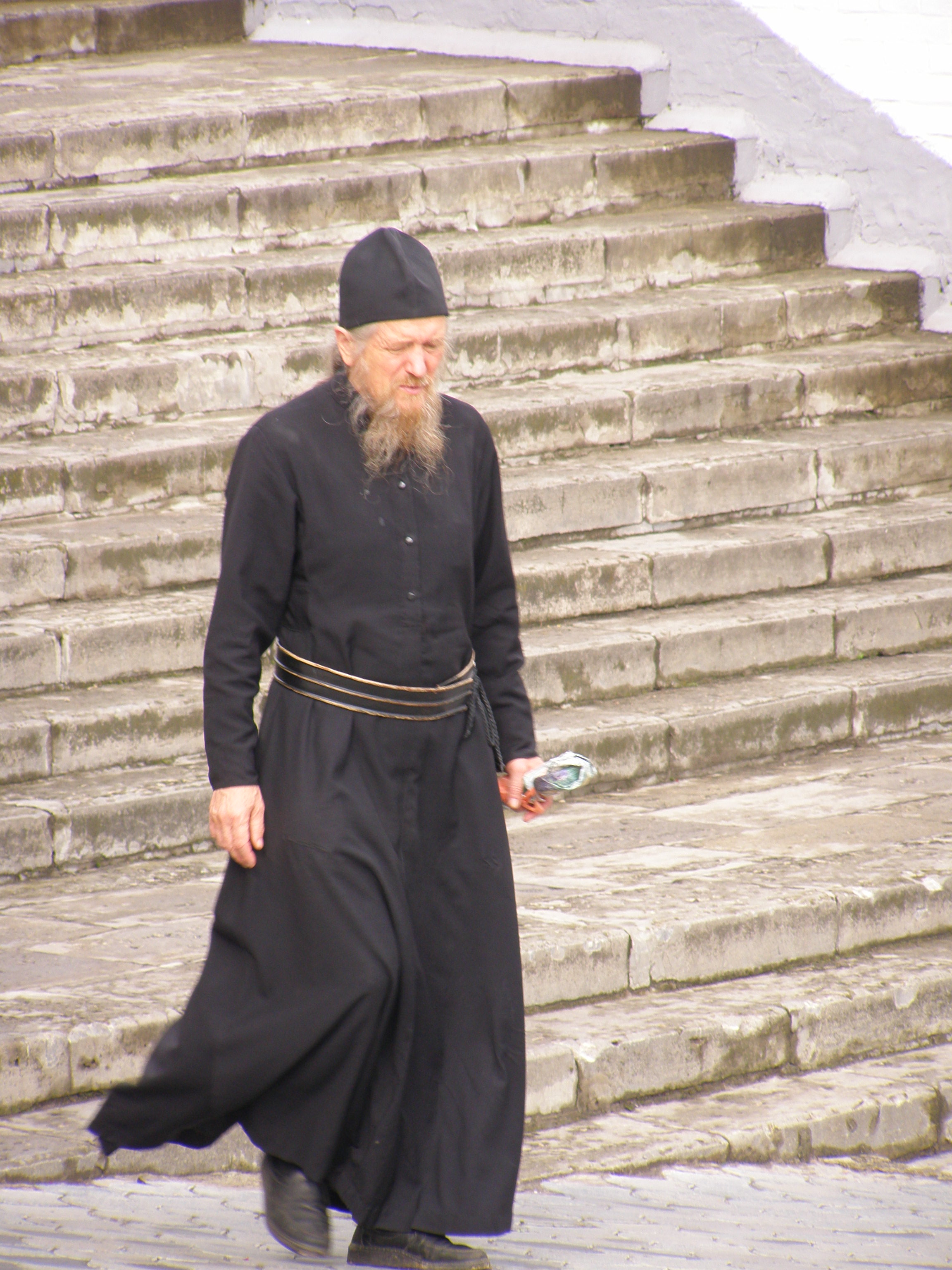
Monge ortodoxo vestindo uma skufia no Mosteiro de Pochaiv

Uma skufia (também skufiya, skoufia ou skoufos; grego: σκούφια ou σκούφος) é um item de vestuário clerical usado por monges ortodoxos e católicos orientais (caso em que é preta) ou concedido ao clero como uma marca de honra (caso em que é geralmente vermelha ou roxa).

## Descrição
Uma skufia é um boné sem abas de lado macio cuja parte superior pode ser pontiaguda (estilo russo), plana e plissada (estilo grego), ou plana com bordas levantadas (estilo romeno). Normalmente, os monásticos recebem sua skufia quando se tornam noviços ou quando são tonsurados. Um monge ou monja que foi tonsurado ao Grande Esquema usará uma skufia que foi bordado com orações, cruzes e figuras de serafins.
Bispos de alto escalão (como arcebispos e metropolitas) às vezes usam uma skufia preta ou roxa com uma pequena cruz de joias em ocasiões informais. Uma freira às vezes usa uma skufia sobre seu véu monástico; enquanto os monges costumam usar a skufia (sem véu) quando o klobuk ou epanokamelavkion pode atrapalhar o trabalho.